# Murina walstoni
Murina walstoni är en fladdermus i familjen läderlappar som förekommer i Sydostasien. Artepitetet i det vetenskapliga namnet hedrar zoologen Joe Walston som forskade i Kambodja och Vietnam.

## Utseende
Arten har 30 till 35 mm långa underarmar. Ovansidans päls bildas av hår som är vita vid roten och bruna till orangebruna vid spetsen vilket ger ett orangebrunt utseende. Undersidan är täckt av vit päls. Hos Murina walstoni är vingarna och svansflyghuden i princip nakna. Vid utkanten av öronen finns en klaff som är nästan fyrkantig. Arten når en kroppslängd (huvud och bål) av 35 till 45 mm, en svanslängd av 26,5 till 32,5 mm och en vikt av 4,2 till 4,6 g. Huvudet kännetecknas av korta avrundade öron med en längd av 12 till 14 mm och av nakna näsborrar.

## Utbredning
Den vetenskapliga beskrivningen utfördes året 2011 med exemplar från centrala och sydvästra Kambodja samt från södra Vietnam, av bland andra den ungerske zoologen Gábor Csorba. Senare hittades en population mellan centrala Thailand och södra Laos. De flesta fynden har gjorts i naturskyddszoner som Núi Chúa nationalpark och inom reservatet Vinh Cuu. Arten lever i låglandet. Den vistas i fuktiga städsegröna (främst vid vattendrag) och i torra lövfällande skogar. Antagligen föredrar Murina walstoni öppna skogar och detta i högre grad än andra sydostasiatiska arter av släktet Murina.

## Levnadssätt
En hona med aktiva spenar registrerades i augusti. Lätet som används för ekolokaliseringen börjar med en frekvens av 140 till 154 kHz och avslutas med en frekvens av 46 till 62 kHz. Lätet är 2 till 4 millisekunder lång.

## Hot
Troligtvis påverkas beståndet negativt av skogsröjningar. Populationens storlek är inte känd. IUCN listar arten med kunskapsbrist (DD).